# Фрейман, Эдуард Рудольфович фон
Эдуард Рудольфович фон Фрейман (1 декабря 1855, Лифляндская губерния — 25 декабря 1920,  Москва) — Генерал-майор, участник Русско-турецкой, Русско-японской и Первой мировой войны.

## Биография
Родился 1 декабря 1855 года. Зачислен в пажи 14 мая 1860 года, в Пажеский корпус поступил в 1868 году. Из камер-пажей произведен в прапорщики Лейб-гвардейского Егерского полка. Участвовал в кампании 1877—1878, 12 октября находился в сражении под Телишем, где был контужен осколком гранаты в левый коленный сустав. Согласно медицинскому свидетельству принят в покровительство Александровского комитета о раненых.
За отличие в боях 19 апреля 1878 года награждён орденом Святой Анны 4 степени, и 16 ноября 1878 года орденом Святого Станислава 3 степени с мечами и бантом. Контузия потребовала весьма продолжительного лечения. С 16 апреля 1878 года подпоручик. 2 января 1879 года был командирован в распоряжение Имперского Российского комиссара в Болгарии, где он был назначен обер-офицером для поручений VIII кл. при комендантском управлении Оккупационных войск. 20 июня отчислен и назначен в Софийскую 1-ю дружину, тогда-же он был командирован со сборною ротою в село Калкас, для тушения пожара в каменноугольных копях; работа продолжалась до 4 августа.
17 июля Фрейман назначен командиром роты. За отличные действия во время тушения пожара (в ночь с 10 на 11 августа 1879 года) ему была объявлена благодарность в приказе по Военному Ведомству. 14 декабря 1879 года Фрейман произведён в капитаны Болгарской службы. С 1 августа 1881 года по 15 октября 1883 года Фрейман был дежурным офицером в Софийском Его Высочества училище, затем Фрейман снова командовал ротой. 8 сентября 1884 года Высочайшим приказом по Императорской Российской армии произведен в поручики гвардии, в сравнении со сверстниками.
Ввиду предстоящей войны с сербами, все русские офицеры были отозваны в свои части, но с Высочайшего позволения мобилизовали Болгарскую армию. По отозвании из Болгарии 20 октября 1885 года Фрейман был зачислен в свой Егерский полк поручиком. С 1 октября 1886 года командовал ротой, с 5 апреля 1887 года штабс-капитан. 21 мая 1888 года получил 2-й Императорский приз за стрельбу из винтовок.
При обучении нижних чинов охотничьей команды в полковом манеже, 6 марта 1889 года, спрыгивая с городка на брезент, получил простой поперечный перелом обеих костей левой голени (той же ноги которая была контужена в 1877) Увечье это, как полученное при исполнении обязанностей службы, 19 ноября 1890 года с Высочайшего разрешения внесено в послужной список. С 16 апреля 1892 года капитан, в том же году 30 августа награждён орденом Святой Анны 3 степени. 26 мая 1893 года награждён Императорским призом за стрельбу из револьеров. 13 февраля 1894 года Эмир Бухарский пожаловал Фрейману орден Восходящей звезды 3 степени. 9 декабря 1894 года награждён орденом Святого Станислава 2 степени. В апреле 1896 года награждён Болгарским орденом Святого Александра 4 степени.